# Disparago
Disparago es un género de plantas con flores perteneciente a la familia de las asteráceas. Comprende 18 especies descritas y de estas, solo 4 aceptadas.

## Taxonomía
El género fue descrito por Joseph Gaertner y publicado en De Fructibus et Seminibus Plantarum. . . . 2: 463. 1791. La especie tipo no ha sido asignada.

## Especies
A continuación se brinda un listado de las especies del género Disparago aceptadas hasta julio de 2012, ordenadas alfabéticamente. Para cada una se indica el nombre binomial seguido del autor, abreviado según las convenciones y usos.
- Disparago anomala Schltr. ex Levyns
- Disparago ericoides (P.J.Bergius) Gaertn.
- Disparago kraussii Sch.Bip.
- Disparago laxifolia DC.